# Salamis virescens
Salamis virescens är en fjärilsart som beskrevs av Suffert 1904. Salamis virescens ingår i släktet Salamis och familjen praktfjärilar. Inga underarter finns listade i Catalogue of Life.